# Центральная школа сценической речи и драматического искусства
Королевская центральная школа сценической речи и драматического искусства (англ. Royal Central School of Speech & Drama) — театральный институт в Лондоне, Великобритания.

## История
Школа была основана в 1906 году Элси Фогерти, преподавателем речи и актёрского мастерства, в Королевском Альберт-Холле. К 1912 году Фогерти добилась, чтобы актёрское мастерство было признано профессией и получила разрешение выдавать дипломы специалистов в этой области, что повысило статус её учебного заведения до статуса школы (института).
В 1957 году школа переезжает в район Swiss Cottage в Камдене, где ей был предоставлен в долгосрочную аренду комплекс зданий на Eton Avenue. C 1972 года школа стала получать гранты от Лондонского образовательного совета. С 1986 года школа предлагает возможность получения более высоких степеней образования. В 1989 году ей присвоен статус самостоятельного университета, и с тех пор финансирование деятельности происходит за счет государства.
В 2005 году школа приняла студентов Академии драматического искусства Уэббера Дугласа и вошла в структуру Лондонского университета как самостоятельный колледж.
29 ноября 2012 года школе была даровано использование приставке «Королевская». Это было сделано в знак признания её репутации «образовательного учреждения мирового класса с исключительной профессиональной подготовкой в изучении театра и искусства».

## Известные выпускники
- Лоренс Оливье — выдающийся британский актёр, основатель Национального театра Великобритании
- Джуди Денч — восьмикратная обладательница премии Лоренса Оливье, двукратная обладательница «Золотого глобуса», обладательница «Оскара»
- Кэтрин Тейт
- Пегги Эшкрофт — обладательница «Оскара», «Золотого глобуса», премии Лоренса Оливье, двукратная обладательница BAFTABAFTA
- Кристофер Экклстон
- Дженнифер Эль — обладательница BAFTA, двукратная обладательница «Тони»
- Кэрри Фишер
- Мартин Фриман — обладатель BAFTA TV и «Эмми»
- Гаэль Гарсия Берналь — обладатель «Золотого глобуса»
- Эндрю Гарфилд — обладатель премий «Тони», BAFTA TV и «Золотой глобус»
- Кит Харингтон — обладатель «Эмми»
- Элис Криге
- Гарольд Пинтер — лауреат Нобелевской премии 2005 года
- Ванесса Редгрейв — обладательница «Оскара» «Тони», премии Лоренса Оливье, двукратная обладательница «Золотого глобуса»
- Наташа Ричардсон — обладательница «Тони»
- Руфус Сьюэлл — обладатель премии Лоренса Оливье
- Бен Харди
- Чарли Викерз